# Semaeopus potens
Semaeopus potens är en fjärilsart som beskrevs av Louis Beethoven Prout 1938. Semaeopus potens ingår i släktet Semaeopus och familjen mätare. Inga underarter finns listade i Catalogue of Life.